# Flytjärnen (Njutångers socken, Hälsingland)
Flytjärnen är en sjö i Hudiksvalls kommun i Hälsingland och ingår i Nianån-Norralaåns kustområde. Sjön har en area på 0,063 kvadratkilometer och ligger 35,7 meter över havet.

## Delavrinningsområde
Flytjärnen ingår i det delavrinningsområde (683244-156793) som SMHI kallar för Rinner mot Njutångersfjärden. Medelhöjden är 35 meter över havet och ytan är 5,23 kvadratkilometer. Det finns inga avrinningsområden uppströms utan avrinningsområdet är högsta punkten. Avrinningsområdets utflöde mynnar i havet, utan att ha någon enskild mynningsplats. Avrinningsområdet består mestadels av skog (76 procent). Avrinningsområdet har 0,06 kvadratkilometer vattenytor vilket ger det en sjöprocent på 1,2 procent. Bebyggelsen i området täcker en yta av 0,09 kvadratkilometer eller 2 procent av avrinningsområdet.